# Jean Baptiste Édouard Du Puy

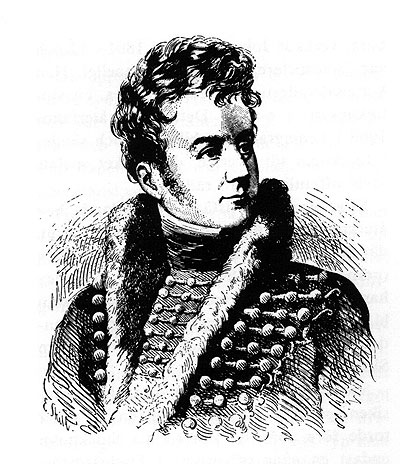
Edouard Du Puy als junger Mann

Jean Baptiste Édouard Louis Camille Du Puy (auch Dupuy; * um 1770 in Corcelles-Cormondrèche, Kanton Neuenburg, Schweiz; † 3. April 1822 in Stockholm) war ein Geiger, Sänger, Dirigent und Komponist, der vor allem an den Königshöfen von Dänemark und Schweden wirkte.

## Leben
Du Puys Geburtsjahr ist nicht mit Sicherheit bekannt. Seine Mutter war vermutlich eine unverheiratete Küchenhilfe, deren Nachnamen Dupuis er später in das vornehmere Du Puy umwandelte. Die erste musikalische Ausbildung erhielt er bei seinem Verwandten Gaspard Fritz in Genf. Mit etwa 14 Jahren zog er nach Paris, um Violin- und Klavierunterricht zu erhalten. Ab 1786 studierte er Komposition bei Johann Ladislaus Dussek. 1787 wurde er Geiger in der Kapelle des preußischen Prinzen Heinrich auf Schloss Rheinsberg und 1789 später als Nachfolger von Johann Abraham Peter Schulz deren Konzertmeister. Zu der Zeit studierte er in Berlin Harmonielehre bei Carl Friedrich Christian Fasch.
Wegen seines Lebenswandels – er war Vater eines unehelichen Kindes geworden – 1790 entlassen, begab er sich auf Konzertreise durch Nordeuropa. 1793 erhielt er eine Anstellung an der Hofkapelle in Stockholm, zunächst als 3. Konzertmeister. Bald gelang es ihm, sich als Komponist für das Ballett einen Namen zu machen und er wurde Dirigent am Stockholmer Theater. 1796 wurde er 2. Konzertmeister und Anfang 1799 debütierte er zudem als Sänger. Der Vortrag eines Liedes von Carl Michael Bellman zu Ehren von Napoleon ließ ihn jedoch bei König Gustav IV. Adolf in Ungnade fallen. Am 8. November 1799 musste Du Puy Schweden verlassen.
In Kopenhagen verdingte er sich zunächst als Musiklehrer. Am 29. März 1800 gab er als Geiger ein Konzert an der Königlich Dänischen Akademie der Schönen Künste. Dieses erhöhte seine Bekanntheit. Daraufhin wurde er am 15. März 1802  in die Hofkapelle aufgenommen, wurde bald deren Konzertmeister und trat als Solist auf. Noch größeren Ruhm erwarb sich der gutaussehende und mit einem großen Stimmumfang gesegnete Du Puy ab 1802 als Sänger. Am 16. März trat er das erste Mal im Königlichen Theater als Bariton in der Oper Domherren i Milano von Claus Schall auf. Dies führte auch zu einem ersten Engagement an der  Königlich Dänischen Akademie der Schönen Künste. Einen Höhepunkt seiner Sängerkarriere bildete 1807 die Darstellung der Titelpartie von Mozarts Don Giovanni. 1803 heiratete er Anna Luise Müller (1778–1831), die Tochter eines Kupferstechers, mit der er einen Musikalienhandel betrieb, hatte jedoch weiterhin zahlreiche Affären. Neben seiner Tätigkeit am Hof widmete Du Puy sich auch dem städtischen Musikleben, etwa mit den von ihm 1804 ins Leben gerufenen Klubkonzerten der Harmonischen Gesellschaft (Det harmoniske Selskab). Für das Königliche Leibjägerkorps (Kongens Livjægerkorps), zu dessen Gründungsmitgliedern er 1801 gehörte, komponierte er Märsche. Als die Briten 1807 Kopenhagen bombardierten, wurde er für seinen persönlichen Mut und Einsatz bei der Verteidigung der Stadt zum Leutnant ernannt. Anschließend trat er nicht mehr als Sänger auf, gab aber Mitgliedern des Hofs Gesangsstunden, darunter Charlotte Friederike, der Ehefrau des Prinzen Christian Friedrich, des späteren Königs Christian VIII. Die Affäre mit ihr führte 1809 zu Du Puys Ausweisung aus Kopenhagen und ein Jahr später zur Scheidung des Prinzenpaares. Für Du Puys in Kopenhagen zurückgelassene Frau und Kinder sorgte König Friedrich VI.
Du Puy reiste zunächst nach Paris, kehrte aber 1810 nach Schweden zurück, wo inzwischen Karl XIII. auf dem Thron saß und den französischen Marschall Jean-Baptiste Bernadotte, seit 1818 König Karl XIV. Johann, als Nachfolger adoptiert hatte. 1812 erhielt er die Stelle des Kapellmeisters und wirkte als Sänger und Komponist. Bis zu seinem Lebensende lebte Du Puy als Sänger, Komponist von Opern und Ballettmusiken und Kapellmeister in Stockholm. Für das Singspiel Föreningen (Vereinigung), mit dem er den Anschluss Norwegens an Schweden feierte, wurde er 1816 mit dem Titel eines Professors ausgezeichnet. Im selben Jahr gründete er eine Orchesterschule für Streicher. Einer seiner Schüler war Franz Berwald. Du Puy war der erste, der Mozart-Opern (Don Giovanni 1813 und Le nozze di Figaro 1821) in Schweden aufführte. 1819 erlitt er einem Schlaganfall. Als er 1822 starb, erklang bei seiner Beerdigung Mozarts Requiem – ebenfalls zum ersten Mal in Schweden.

## Werk
Du Puys Musikstil orientierte sich an Rossini, Mozart und zeitgenössischen französischen Komponisten wie Nicolas Isouard und Nicolas Dalayrac, deren Musik er auch an seinen Wirkungsstätten bekanntzumachen sich bemühte. Seine Opern, besonders sein 1806 uraufgeführtes dänisches Singspiel Ungdom og galskab (Jugend und Torheit) erfreuten sich großer Beliebtheit. Sein ebenfalls in Kopenhagen entstandenes Singspiel Felice wurde erst nach seinem Tod uraufgeführt. Daneben komponierte er zahlreiche Ballettmusiken, Konzerte und Kammermusik, Volkslieder und Märsche.

## Nachleben
Die Teilnahme Du Puys an der Verteidigung Kopenhagens 1807 und sein Ruf als notorischer Frauenheld machten ihn zur Hauptperson des 1871 uraufgeführten Balletts The King’s Volunteers on Amager von August Bournonville.